# Relient K (album)
Relient K è il primo album in studio del gruppo musicale christian punk statunitense Relient K, pubblicato nel 2000.

## Tracce
1. Hello McFly – 2:49
2. My Girlfriend – 2:47
3. Wake Up Call – 3:19
4. Benediction – 1:39
5. When You're Around – 2:02
6. Softer to Me – 3:22
7. Charles in Charge – 2:39
8. Staples – 2:59
9. anchorage – 0:22
10. 17 Magazine – 3:06
11. Balloon Ride – 2:58
12. Everything Will Be – 3:31
13. Nancy Drew – 2:48
14. K Car (Il brano "K Car" dura 2:40. Dopo una lunga pausa di silenzio, al minuto 6:15 si possono trovare due tracce nascoste.) – 11:50

## Formazione
- Matt Thiessen – voce, chitarra
- Matt Hoopes – chitarra, cori
- Brian Pittman – basso
- Stephen Cushman – batteria, cori